# Martin Doherty

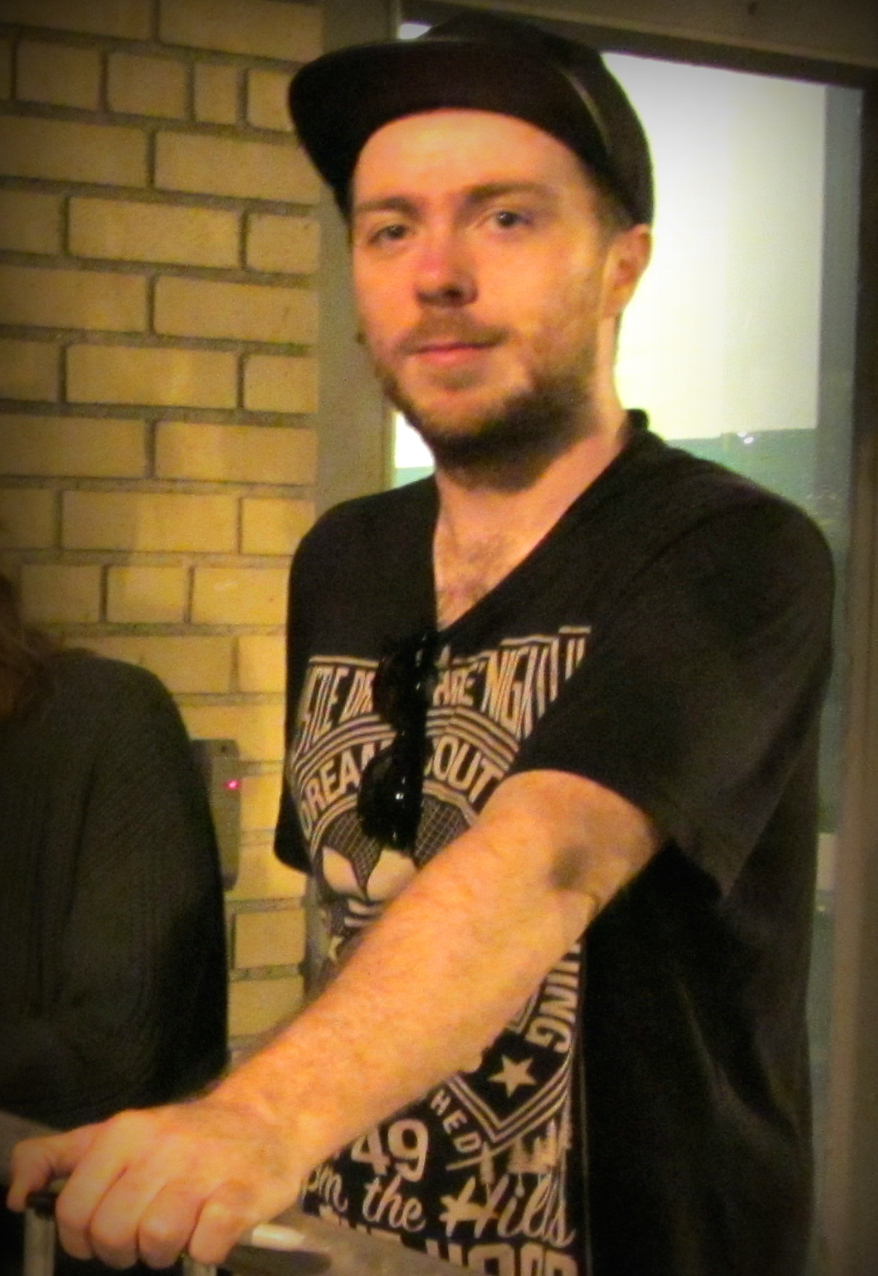
Martin Doherty (2014)

Martin Clifford Doherty (* 24. Dezember 1982) ist ein schottischer Musiker, Sänger und Plattenproduzent. Er ist Mitglied der in Glasgow ansässigen Synthpop-Band Chvrches, mit der er vier Studioalben aufgenommen hat. Vor der Gründung von Chvrches war Doherty ein Tourmitglied der Indie-Rockband The Twilight Sad und Aereogramme.
Doherty spielt Keyboard, Sampler, Gitarre und singt Haupt- und Hintergrundgesang. Er trägt auch zum Songwriting und zur Produktion von Chvrches bei.

## Biografie
Vor der Gründung von Chvrches war Doherty ein Tourmitglied von The Twilight Sad. Er war außerdem Frontmann der 1999 gegründeten und 2006 aufgelösten Rockband Julia Thirteen. Während seines Studiums an der University of Strathclyde lernte er 2004 den zukünftigen Chvrches-Bandkollegen Iain Cook kennen und freundete sich mit ihm an.

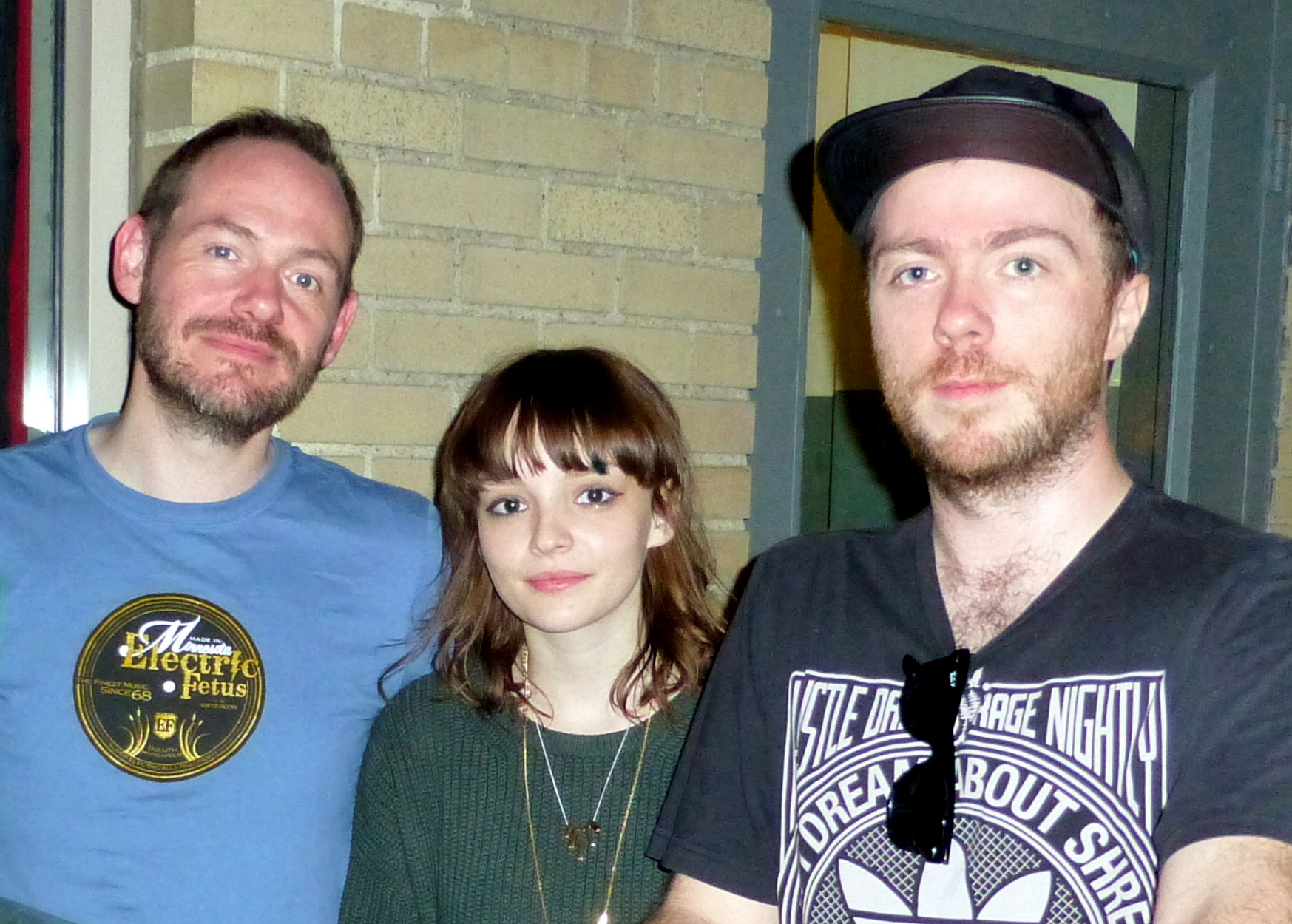
Chvrches v. l. n. r.: Iain Cook, Lauren Mayberry, Martin Doherty (2014)

Sowohl auf Chvrches' Debütalbum „The Bones of What You Believe“ als auch im Konzert singt Doherty die Songs „Under the Tide“ und „You Caught the Light“. Bei einigen frühen Auftritten des Songs „We Sink“ war Doherty der Leadsänger, obwohl Leadsängerin Lauren Mayberry diese Rolle später übernahm. Auf Chvrches' zweiten Album „Every Open Eye“ ist Doherty Leadsänger für die Songs „High Enough to Carry You Over“ und „Follow You“, wobei letzterer ein Bonustrack ist, der nur auf der Deluxe-Version des Albums enthalten ist. Obwohl „High Enough to Carry You Over“ zu Beginn der Every Open Eye-Tour zunächst von den Setlists ausgeschlossen war, feierte es sein Live-Debüt am 13. März 2016 im Riviera Theatre in Chicago, Illinois.

## Diskografie
Mit Chvrches
- 2013: The Bones of What You Believe
- 2015: Every Open Eye
- 2018: Love Is Dead
- 2021: Screen Violence

Mit The Twilight Sad
- 2009: Forget the Night Ahead

Mit Aereogramme
- 2007: My Heart Has a Wish That You Would Not Go

Mit Julia Thirteen
- 2006: With Tired Hearts EP